# East Clandon
East Clandon es una parroquia civil y un pueblo situado en el distrito de Guildford en sureste de Inglaterra. Se localiza a 6 km al este de la capital del distrito en un territorio típico de la campiña inglesa.
Los orígenes de esta pequeña población se remontan a la época anglosajona. Tiene un buen grado de conservación y bastantes construcciones están catalogadas actualmente.

## Historia

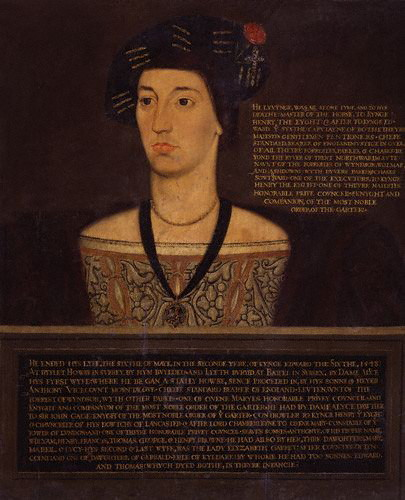
Sir Anthony Browne. Recibió del rey Enrique VIII la villa de East Clandon en 1544.

Se estima que los primeros asentamientos en lo que hoy es East Clandon se efectuaron en época anglosajona  y que el motivo de la elección del lugar fue la facilidad de acceso a unos manantiales de agua.
La villa quedó adscrita por donación a la abadía de Chertesey cuando esta fue fundada en el 675. En 1537 la abadía cedió East Clandon al rey Enrique VIII quién algunos años más tarde —en 1544— la otorgó al caballero Sir Anthony Browne.
El almirante Edward Boscawen adquirió en 1749 Hatchlands, la principal propiedad del lugar convirtiéndose en la persona más importante de la villa. Hizo construir una notable casa de campo que se conserva hoy en día convertida, junto al terreno circundante, en un parque público.
Esta propiedad recayó en 1913 en el capitán Goodhart Rendel quien además era arquitecto. Goodhart se interesó por mejorar la vida de la población. Algunas de las construcciones más llamativas de East Clandon fueron hechas según su diseño.

## Territorio

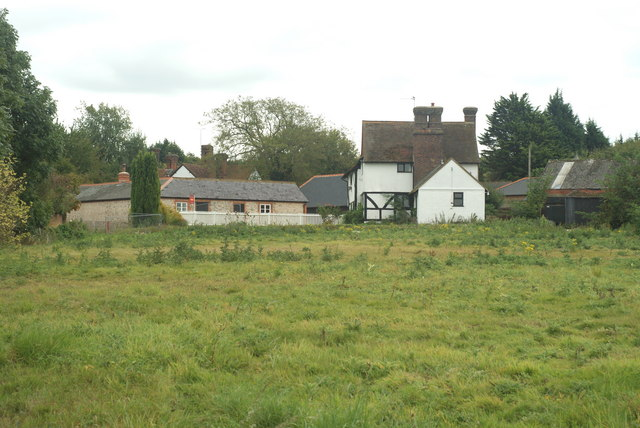
El territorio de East Clandon es la típica campiña inglesa con granjas, cultivos y bosques.

El territorio de East Clandon abarca una superficie de 586 ha. La población en sí ocupa 1,17 ha. Fuera del casco urbano, las unidades más importantes son el citado parque Hatchlands de 170 ha y un campo de golf de 70 ha. El uso del terreno es acorde con la típica campiña inglesa: cultivos, pastos y áreas forestales. Destaca, por lo inusual, el cultivo de viñedos y la producción de vino espumoso en una bodega local.
East Clandon limita con las siguientes poblaciones:
| Noroeste: West Clandon | Norte: Ripley       | Noreste: West Horsley |
| Oeste: West Clandon    |                     | Este: West Horsley    |
| Suroeste Albury        | Sur: Albury y Shere | Sureste: Shere        |

La localidad está situada en un territorio con clima oceánico caracterizado por temperaturas suaves con moderada oscilación térmica anual así como abundantes lluvias. Los datos medios registrados en la cercana estación meteorológica de Wisley son los siguientes:
| Parámetros climáticos promedio de estación de Wisley    | Parámetros climáticos promedio de estación de Wisley | Parámetros climáticos promedio de estación de Wisley | Parámetros climáticos promedio de estación de Wisley | Parámetros climáticos promedio de estación de Wisley | Parámetros climáticos promedio de estación de Wisley | Parámetros climáticos promedio de estación de Wisley | Parámetros climáticos promedio de estación de Wisley | Parámetros climáticos promedio de estación de Wisley | Parámetros climáticos promedio de estación de Wisley | Parámetros climáticos promedio de estación de Wisley | Parámetros climáticos promedio de estación de Wisley | Parámetros climáticos promedio de estación de Wisley | Parámetros climáticos promedio de estación de Wisley |
| Mes                                                     | Ene.                                                 | Feb.                                                 | Mar.                                                 | Abr.                                                 | May.                                                 | Jun.                                                 | Jul.                                                 | Ago.                                                 | Sep.                                                 | Oct.                                                 | Nov.                                                 | Dic.                                                 | Anual                                                |
| ------------------------------------------------------- | ---------------------------------------------------- | ---------------------------------------------------- | ---------------------------------------------------- | ---------------------------------------------------- | ---------------------------------------------------- | ---------------------------------------------------- | ---------------------------------------------------- | ---------------------------------------------------- | ---------------------------------------------------- | ---------------------------------------------------- | ---------------------------------------------------- | ---------------------------------------------------- | ---------------------------------------------------- |
| Temp. máx. media (°C)                                   | 7.9                                                  | 8.3                                                  | 11.2                                                 | 14.1                                                 | 17.7                                                 | 20.6                                                 | 23.0                                                 | 22.7                                                 | 19.5                                                 | 15.4                                                 | 11.0                                                 | 8.2                                                  | 15.0                                                 |
| Temp. mín. media (°C)                                   | 2.1                                                  | 1.7                                                  | 3.4                                                  | 4.4                                                  | 7.3                                                  | 10.1                                                 | 12.4                                                 | 12.1                                                 | 9.8                                                  | 7.4                                                  | 4.2                                                  | 2.3                                                  | 6.5                                                  |
| Lluvias (mm)                                            | 61.8                                                 | 45.4                                                 | 44.1                                                 | 47.1                                                 | 51.3                                                 | 44.4                                                 | 46.3                                                 | 52.8                                                 | 54.4                                                 | 77.8                                                 | 10.8                                                 | 10.9                                                 | 547.1                                                |
| Días de lluvias (≥ 1.0 mm)                              | 11.4                                                 | 8.9                                                  | 9.3                                                  | 9.3                                                  | 9.2                                                  | 8.0                                                  | 7.1                                                  | 7.7                                                  | 8.6                                                  | 11.1                                                 | 10.8                                                 | 10.9                                                 | 112.3                                                |
| Horas de sol                                            | 54.8                                                 | 75.2                                                 | 110.9                                                | 161.9                                                | 192.6                                                | 195.4                                                | 206.3                                                | 200.4                                                | 144.1                                                | 113.6                                                | 65.1                                                 | 44                                                   | 2825                                                 |
| Fuente: MetOffice (valores para el periodo 1981 a 2010) |                                                      |                                                      |                                                      |                                                      |                                                      |                                                      |                                                      |                                                      |                                                      |                                                      |                                                      |                                                      |                                                      |

## Comunicaciones
East Clandon se sitúa junto a la carretera A246, la principal que atraviesa su término. Esta vía la comunica con Leatherhead al este y con Guilford, la capital del distrito, al oeste. Otras vías secundarias son la Ripley Road que se dirige hacia el norte y la Staple Lane que conduce hacia el sur hasta la localidad de Shere.
No tiene comunicación por tren a pesar de que la vía atraviesa la parte norte del término. La estación más cercana se sitúa en West Clandon a 3,5 km. 

## Población

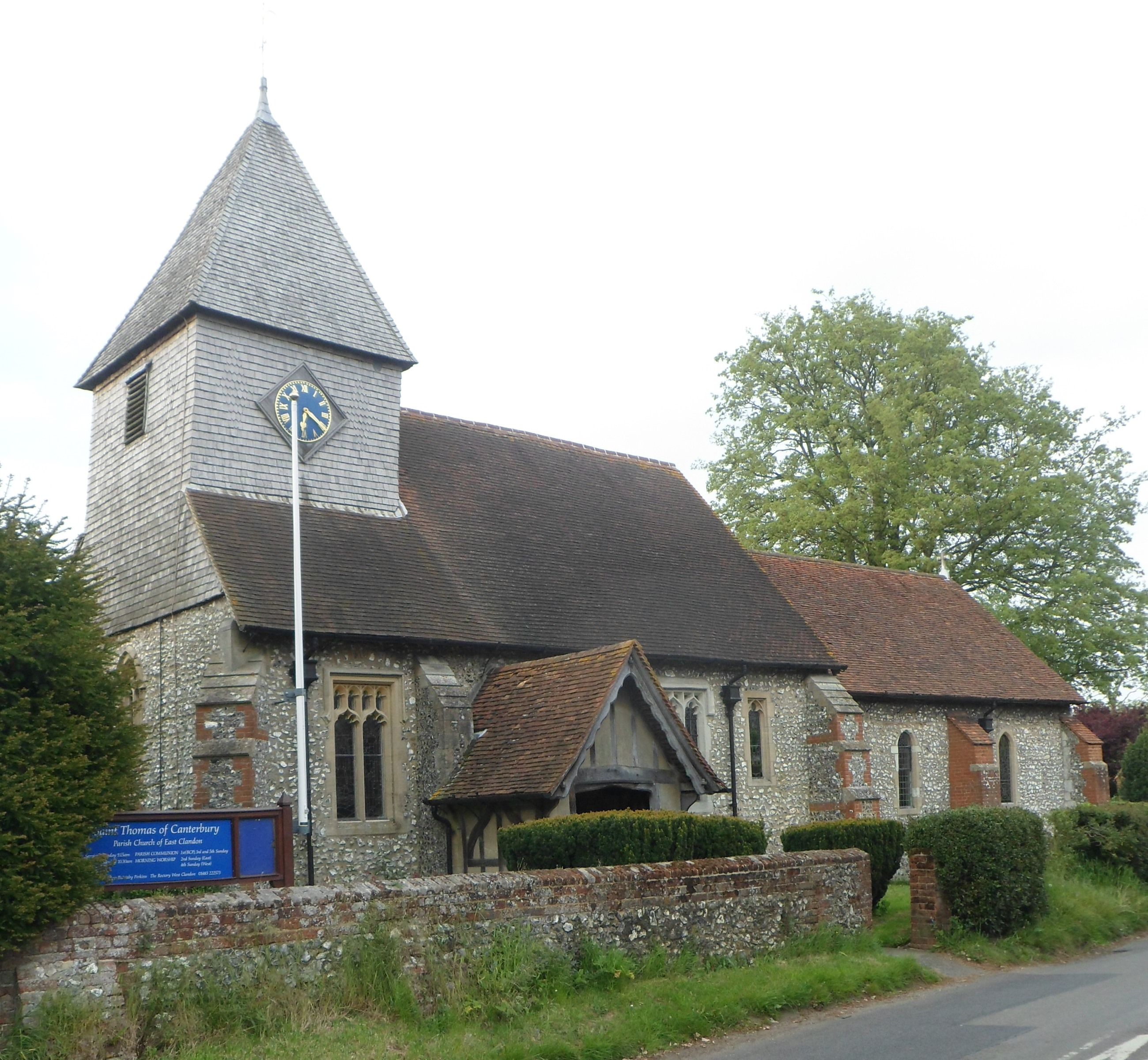
Iglesia de santo Tomás Becket. Se usa para los actos religiosos además de ser muy visitada por turistas.

En la localidad viven 268 personas de las cuales 137 son hombres y 131 mujeres. La edad media es de 51 años. 242 (90%) de sus habitantes son nacidos en el Reino Unido.
195 (73%) personas se declaran cristianas mientras que 73 (27%) no profesan ninguna religión o no manifiestan cual. Existen 109 familias de las que 64 son matrimonios y 19 monoparentales. La población activa la componen 140 personas de las que 5 se encuentran en situación de desempleo.

## Infraestructuras sociales
La localidad no cuenta con escuela primaria desde hace años y actualmente los niños son escolarizados en la vecina West Clandon. Sin embargo, en East Clandon se sitúa una organización sin ánimo de lucro que mantiene un hogar para niños y jóvenes discapacitados donde estos, bajo atención profesionalizada, pueden pasar temporadas de retiro y descanso mientras participan en varias actividades.
El consejo local también pone a disposición de los ciudadanos un salón en la casa consistorial donde se pueden organizar actos de diverso tipo. Los actos religiosos, por su parte, tienen lugar en la iglesia local dedicada a santo Tomás Becket.
El pueblo también cuenta con una organización de voluntarios que se ofrecen para ayudar a cualquier persona que lo necesite bajo un sistema denominado East Clandon Help Operation.

## Construcciones destacadas

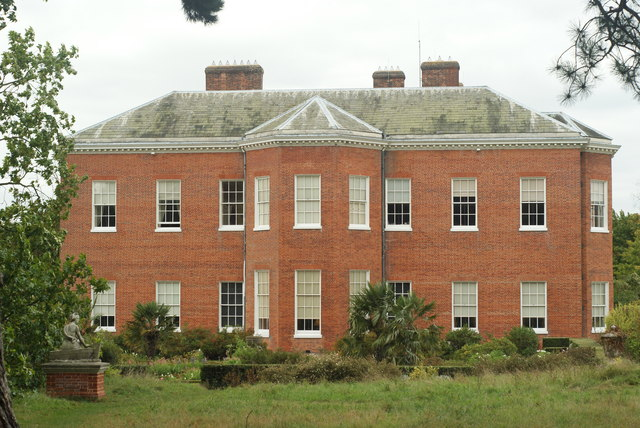
Mansión de Hatchlands. Es uno de los edificios más destacados. Está rodeada de un parque.

East Clandon es una localidad muy bien conservada y un buen número de sus edificios —unos 27— están catalogados en varios niveles de importancia. La tipología de las construcciones es diversa: desde la iglesia local hasta típicas granjas en el campo. Destacan entre ellas dos construcciones: la iglesia de santo Tomas Becket y la casa señorial de Hatchlands, las únicas catalogadas dentro del primer grado.
La iglesia es una de las principales atracciones de la localidad y recibe visitas tanto de turistas británicos como extranjeros. Sus orígenes se remontan al año 1110 y a lo largo del tiempo ha experimentado varios cambios arquitectónicos hasta finales del siglo XIX en que algunas partes quedaron muy deterioradas. Se cerró para  llevar a cabo trabajos de restauración y se volvió a abrir en el año 1900. La iglesia está dedicada a Tomás Becket y en sus vidrieras se muestran escenas de su martirio en 1170.
La casa señorial de Hatchlands fue construida en 1757 como residencia de un almirante naval. Encabeza una propiedad de 170 ha hoy convertida en parque. Tiene una rica decoración interior y puede ser visitada por el público en general.